# PKP Intercity
PKP Intercity (PKPIC) — польская транспортная компания, специализирующаяся на междугородних пассажирских перевозках со штаб-квартирой в Варшаве. Компания предоставляет перевозки под торговыми марками Twoje Linie Kolejowe и InterCity, а также высокоскоростные перевозки на большие расстояния (Express InterCity, EuroCity и Express InterCity Premium).

## История
PKP Intercity была основана в 2001 году как дочернее предприятие PKP. В начале деятельности в компании работало около 1500 сотрудников. 28 апреля 2005 года был приобретён контрольный пакет акций оператора спальных вагонов и вагонов-ресторанов WARS.
В 2008 году в ходе реформы PKP Intercity стал акционерным обществом. Кроме того, в декабре 2008 года предприятие стало владельцем междугороднего подразделения PKP Przewozy Regionalne. Акционерное общество получило часть парка вагонов и взяла 4070 сотрудников и ещё 1850 сотрудников из логистической компании PKP Cargo. Это привело к увеличению пассажироперевозок с 14,7 млн. (2008) до 51,7 млн. (2009). После реформы количество перевезённых пассажиров уменьшалось вплоть до 2014 года, хотя ранее имелась тенденция к росту этого показателя. С 2015 года вновь наметилась тенденция к росту пассажироперевозок PKP IC. После реформ 2008 года предприятие стало показывать ежегодный убыток.
Компания подвергалась критике из-за больших задержек поездов во время морозной зимы в декабре 2010 года. Это привело к увольнению заместителя министра Транспорта Юлиуша Энгельгардта, директора группы PKP Анджея Ваха и тогдашнего председателем PKP Intercity Гжегожа Мендзы. 21 февраля 2011 года было достигнуто соглашение с Министерством инфраструктуры, которое предусматривает субсидирование внутренних перевозок в течение следующих десяти лет. Государство должно за 299 млн пассажирокилометров заплатить 4,5 млрд злотых.
Сразу после создания PKP Intercity столкнулась с конкуренцией. Так в низком ценовом сегменте прямым конкурентом TLK является компания Przewozy Regionalne. Из-за расширения сети скоростных автодорог усиливается соперничество с автобусным перевозчиком Polski Bus. Это сподвигло компанию сменить свою систему ценообразования.

## Пассажирские перевозки
На начальном этапе компания обслуживала поезда категорий Express, InterCity, EuroCity и EuroNight. В 2002 году добавились ещё ночные поезда Nocny Express. Два года спустя появились InterRegion для скоростных перевозок. 4 апреля 2005 года оба бренда были объединены под названием Tanie Linie Kolejowe (TLK). С обязательным бронированием билетов и лучшим подвижным составом, он должен был стать конкурентом Przewozy Regionalne. В том же году был образован Express InterCity в результате слияния Express и InterCity. В декабре 2014 появилась категория поездов Express InterCity Premium и InterCity.

### Express InterCity Premium
Торговая марка Express InterCity Premium существует с 14 декабря 2014 года. Она работает исключительно с высокоскоростными поездами серии ED250; её маршруты охватывают Варшаву, Гдыню, Гданьск, Катовице, Краков и другие важнейшие города. Поезда оснащены кондиционерами, позволяют перевозить велосипеды и имеют небольшие закусочные. Пассажиры могут воспользоваться бесплатными закусками. В будущем планируется предоставлять интернет-услуги. В отличие от других типов поездов, продажа билетов в этом поезде не предусмотрена.

### Express InterCity
Express InterCity располагает новейшим подвижным составом, развивающим скорость до 160 км/ч. Во всех поездах Express InterCity в соответствии с проектом находится обслуживаемый WARS вагон-ресторан или бар. Пассажиры могут воспользоваться бесплатным Wi-Fi. В некоторых поездах находятся так называемые бизнес-купе, которые предназначены для перевозки инвалидов-колясочников и велосипедов. Также имеются адаптированные для детей вагоны с игрушками.

### InterCity
Бренд InterCity появился после изменения расписания поездов 2014—2015 годов и включает в себя новый или модернизированный подвижный состав, который частично финансируется Европейским Союзом. Маршруты движения: Пшемысль — Щецин и Вроцлав — Гдыня. Поезда оснащены эргономичными сиденьями, климат-контролем и усилителем сигнала телефона и вагонами-бистро. Диапазон цен идентичен поездам TLK.
С конца 2015 парк был расширен 20-ю электропоездами серий ED160 и ED161.
Эта категория поездов, в отличие от EIC и EIP, не является самофинансируемой, а субсидируется по заказу Министерства инфраструктуры.

### Twoje Linie Kolejowe
Поезда категории TLK имеют самое низкое качество из всех, управляемых PKP Intercity. Соответственно уровень цен также ниже чем у EIP/EIC. В расписании 2014—2015 годов насчитывалось 266 поездов этой торговой марки, которые обслуживали примерно 350 станций. С декабря 2014 года вместо вагона-ресторана питание стало предоставляться в так называемых «Snack-Caddy».
Созданная в апреле 2005 года, Tanie Linie Kolejowe («Дешёвые железнодорожные линии») первоначально обслуживала 12 ежедневных маршрута. К концу 2009 года число экспрессов возросло с от 24 до 377. 1 января 2011 торговая марка была переименована в Twoje Linie Kolejowe («Твои железнодорожные линии»). В долгосрочной перспективе планируется заменить эту торговую марку брендом Intercity. Маршруты субсидируются Министерством инфраструктуры.

### Международные сообщения
Компания также работает с международными поездами EuroCity und EuroNight и с трансграничными высокоскоростными поездами. Поезда EuroCity соответствует стандарту Express InterCity.

### Intercity Bus
PKP Intercity также предлагает сеть автобусных услуг под брендом Intercity Bus. Они используются в качестве компенсационного транспорта во время работ по ремонту железнодорожных путей, или в качестве дополнительного предложения для поездок к популярным местам отдыха, к которым не проведены железные дороги. В конце 2014 года движение всех поездов между Варшавой и Белостоком было скомпенсировано автобусами из-за ремонтных работ на линии.